# سرباز نارنجک‌انداز

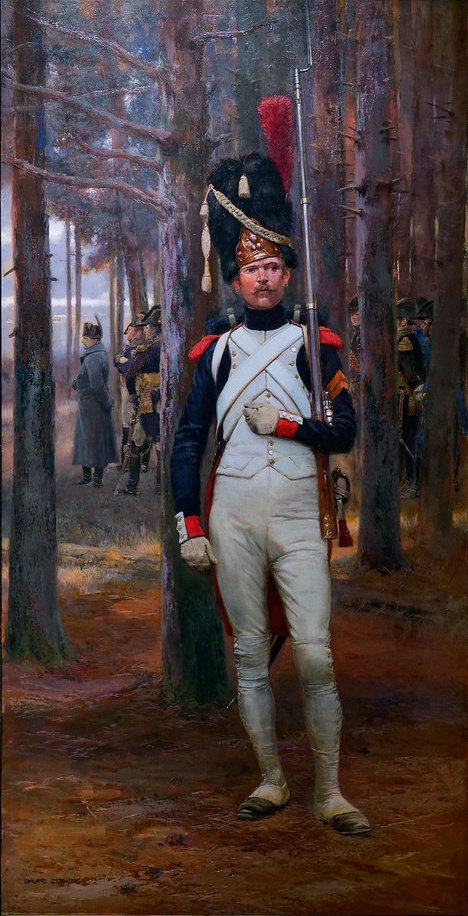
یک نارنجک‌انداز از گارد قدیم، سال ۱۸۱۲ میلادی. اثر ادوارد دوتای.

سرباز نارنجک‌انداز (انگلیسی: Grenadier) به صورت تاریخی اشاره به سربازان ویژه‌ای دارد که در مهندسی تخریب تخصص داشتند و هنگام محاصره اقدام به پرتاب نارنجک می‌نمودند. این واحدها در سده ۱۷ میلادی و هنگامی که سربازان آن از میان قوی‌ترین و قدبلندترین سربازان انتخاب می‌شدند مورد توجه قرار گرفتند. در سده ۱۸ میلادی تربیت سربازانی که به صورت تخصصی برای پرتاب نارنجک آموزش دیده باشند دیگر ضرورتی نداشت اما از آنجایی که این سربازان از بهترین نیروها بودند همچنان در حمله به خطوط دشمن و در محاصره استحکامات از ایشان استفاده می‌شد.
کشورهایی مانند فرانسه، بریتانیا و آرژانتین اقدام به ایجاد واحدهایی با نام نارنجک‌انداز سواره هم نمودند. این نیروها به مانند نارنجک‌اندازهای پیاده از میان قوی‌ترین و بزرگ‌ترین سربازان سواره‌نظام سنگین انتخاب می‌شدند.
در جنگ نوین عنوان سرباز نارنجک‌انداز برای اشاره به سربازی در تیم آتش به کار می‌رود که برای آتش غیرمستقیم محدود آموزش دیده‌است. این سربازان با سلاح‌های نارنجک‌انداز قابل حمل انفرادی که مهمات متنوعی از دودزا تا شدیدالانفجار را حمل می‌کند مسلح می‌شوند.

## تاریخچه

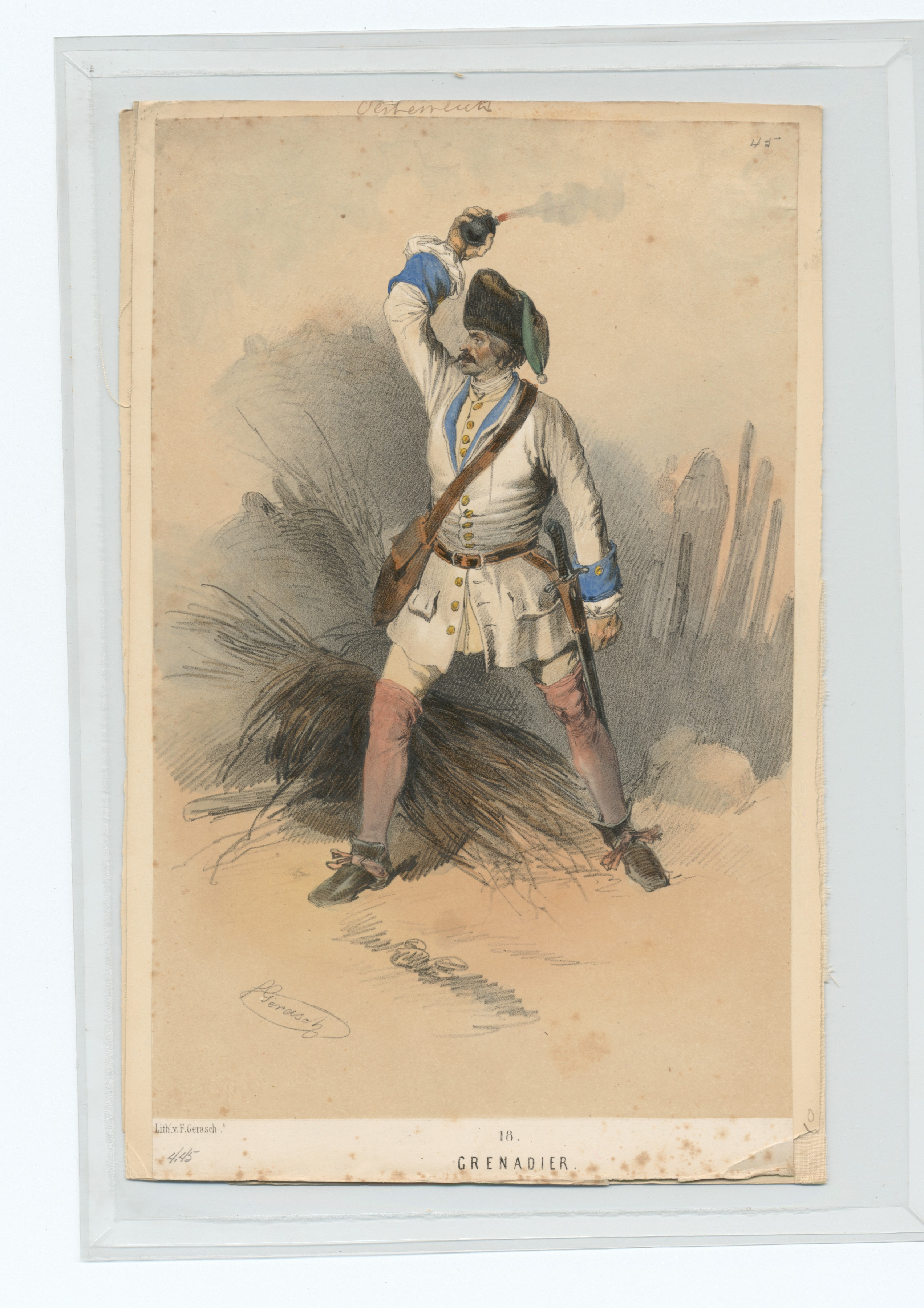
تصویری از یک نارنجک‌انداز در قرن ۱۷ میلادی در حال پرتاب نارنجک.

نخستین اشاره به استفاده از نارنجک به دوران امپراتوری مینگ در چین بازمی‌گردد که سربازان مستقر در دیوار بزرگ چین از چیزی به نام بمب آذرخش کوبنده استفاده می‌نمودند. در اروپا نیز نخستین استفاده از نارنجک در عصر جدید اولیه توسط ارتش‌های اتریش و اسپانیا صورت گرفت. سربازان نارنجک‌انداز در انگلیس نخستین بار در جنگ‌های سه پادشاهی به وجود آمدند و در فرانسه لوئی چهاردهم بود که نخستین واحدهای نارنجک‌انداز به ارتش سلطنتی فرانسه وارد شدند.
ارتش ایالات هلند نیز با الگوبرداری از مهاجمان فرانسوی واحدهای نارنجک‌انداز خود را در سال ۱۶۷۲ ایجاد کرد. در سال ۱۶۷۸ میلادی در ارتش هلند ۶ نفر در هر گروهان آموزش ویژه کار با نارنجک می‌دیدند.
ارتش انگلستان از مه ۱۶۷۷ میلادی دستور داد که دو نفر در هر تیپ گارد باید به عنوان نارنجک‌انداز آموزش ببینند. براساس دستور دیگری در آوریل ۱۶۷۸ میلادی یک گروهان نارنجک‌انداز به هشت تیپ ویژه اضافه شد. جان اویلین که در ۲۹ ژوئن آموزش این افراد را در نزدیکی لندن دیده‌است می‌نویسد:
به تازگی گروهی جدیدی از سربازان وارد خدمت شده‌اند که به ایشان نارنجک‌انداز می‌گویند. آن‌ها در پرتاب نارنجک دستی ماهر بوده و هر یک کیسه‌ای پر از نارنجک داشتند. ایشان کلاه‌هایی خزدار با تاج‌هایی مانند ینی‌چری داشتند که صورتی مخوف به آن‌ها می‌داد و برخی نیز کلاه‌های بلندی مانند آنچه که دلقک‌ها دارند به سر داشتند.
نارنجک‌های نخستین گوی‌هایی پرشده از باروت تقریباً به اندازه توپ تنیس بودند که فتیله کندسوزی داشتند. نارنجک‌انداز باید آنقدری بلند و قوی می‌بود که بتواند این گوی‌های سنگین را به اندازه‌ای دور پرتاب کند که به خود و همرزمانش آسیبی نرسد. افزون بر این سرباز نارنجک‌انداز باید به خوبی آموزش می‌دید تا در گرماگرم نبرد بتواند در خط مقدم ایستاده، فتیله را روشن کرده و نارنجک را در لحظه‌ای مناسب پرتاب نماید که دشمن نتواند آن را برداشته و به سمت دیگری پرتاب کند. این الزامات بود که نارنجک‌اندازان را تبدیل به یک یگان نخبه می‌نمود.

## شکل نخستین لباس و تجهیزات

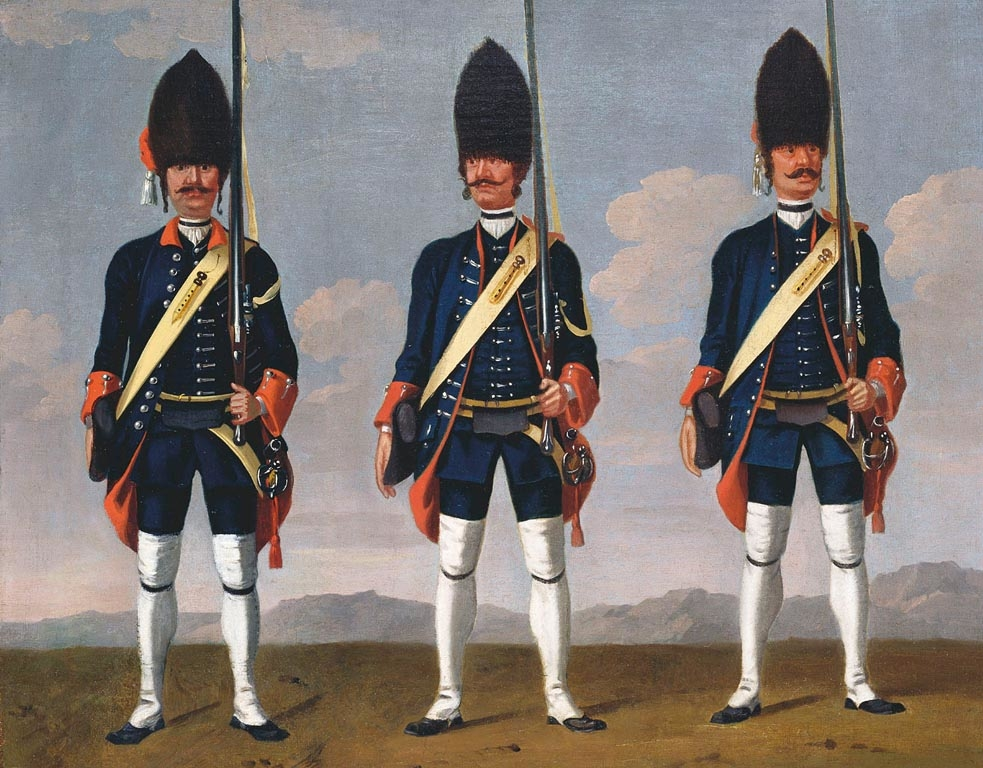
نارنجک‌اندازان سوئیس از تیپ‌های متنوع اثر دیوید موریر در سال ۱۷۴۵ میلادی. به کلاه‌های اسقفی و جاکبریت برنجی روی بند شانه توجه کنید.

در اواخر سده هفدهم میلادی کلاه‌های پهن و بدون لبه مشخصه نارنجک‌اندازان بود. از آنجایی که در آن زمان فقط نارنجک‌اندازها دارای تفنگ‌هایی با بند اسلحه بودند از این کلاه‌ها استفاده می‌کردند تا در هنگام پرتاب نارنجک‌ها بتوانند سلاح را راحت‌تر به پشت خود ببندند. افزون بر این گفته می‌شود که کلاه بدون لبه کمک می‌کرد تا فرد در هنگام پرتاب نارنجک به سمت بالا دید بهتری داشته باشد.
در سده هجدهم نارنجک‌اندازها در انگلستان و دیگر کشورهای اروپایی شروع به استفاده از کلاه‌هایی مانند تاج اسقف کردند که معمولاً نشان هر تیپ نیز روی کلاه‌ها حک می‌شد. علاوه بر این نارنجک‌اندازها از تفنگ چخماقی استفاده می‌کردند و بر روی بند شانه آن‌ها یک جعبه قرار داشت که کبریت‌های کندسوز خود را در آن قرار می‌دادند.

## وضعیت ویژه نارنجک‌اندازان در قرن ۱۸ میلادی
بهبود وضعیت سربازان عادی پیاده‌نظام در قرن ۱۸ میلادی که نتیجه استفاده از تاکتیک‌های جدید و سلاح‌های نو مانند تفنگ چخماقی بود از اهمیت نارنجک‌اندازها در میدان جنگ کاست. اما همچنان ضرورت گروه حمله برای تصرف استحکامات دشمن حس می‌شد و نارنجک‌اندازان برای این هدف استفاده می‌شدند. همچنان که پیشتر هم اشاره شد در استخدام نارنجک‌اندازان ابعاد جسمی مهم بود و قد و قدرت دو مولفه اصلی برای ورود به واجد نارنجک‌انداز باقی ماندند. در ارتش بریتانیا که یک گروهان از ده گروهان هر تیپ را نارنجک‌اندازان تشکیل می‌دادند بیشتر از کهنه سربازان پیاده‌نظام همان تیپ برای واحدهای نارنجک‌انداز استفاده می‌شد و معیار قد و قدرت تنها در مواردی مورد توجه بود که قصد داشتند تیپ جدیدی را بسازند. برای مثال پیش از نبرد کالودن در سال ۱۷۴۵ میلادی ویلیام، شاهزاده ولز دستور داد که گروهان نارنجک‌اندازان از بهترین سربازان تیپ خود تشکیل شود و همواره این شیوه باقی بماند. همچنین باید توجه داشت که عضویت در هنگ نارنجک‌اندازان به معنی افزایش حقوق و درجه فرد بود.
به دلیل شهرت واحدهای نارنجک‌انداز و همچنین ابعاد جسمی ایشان این یگان‌ها تبدیل به نیروهای تشریفاتی و نمایشی کشورهای گوناگون شدند. برای مثال در ارتش اسپانیا در اوایل قرن ۱۹ میلادی سربازان نارنجک‌انداز از انجام وظایف معمول مانند گشت در شهر معاف بودند و به جای آن مأمور نگهبانی از اقامتگاه افسران ارشد می‌شدند.

## کلاه

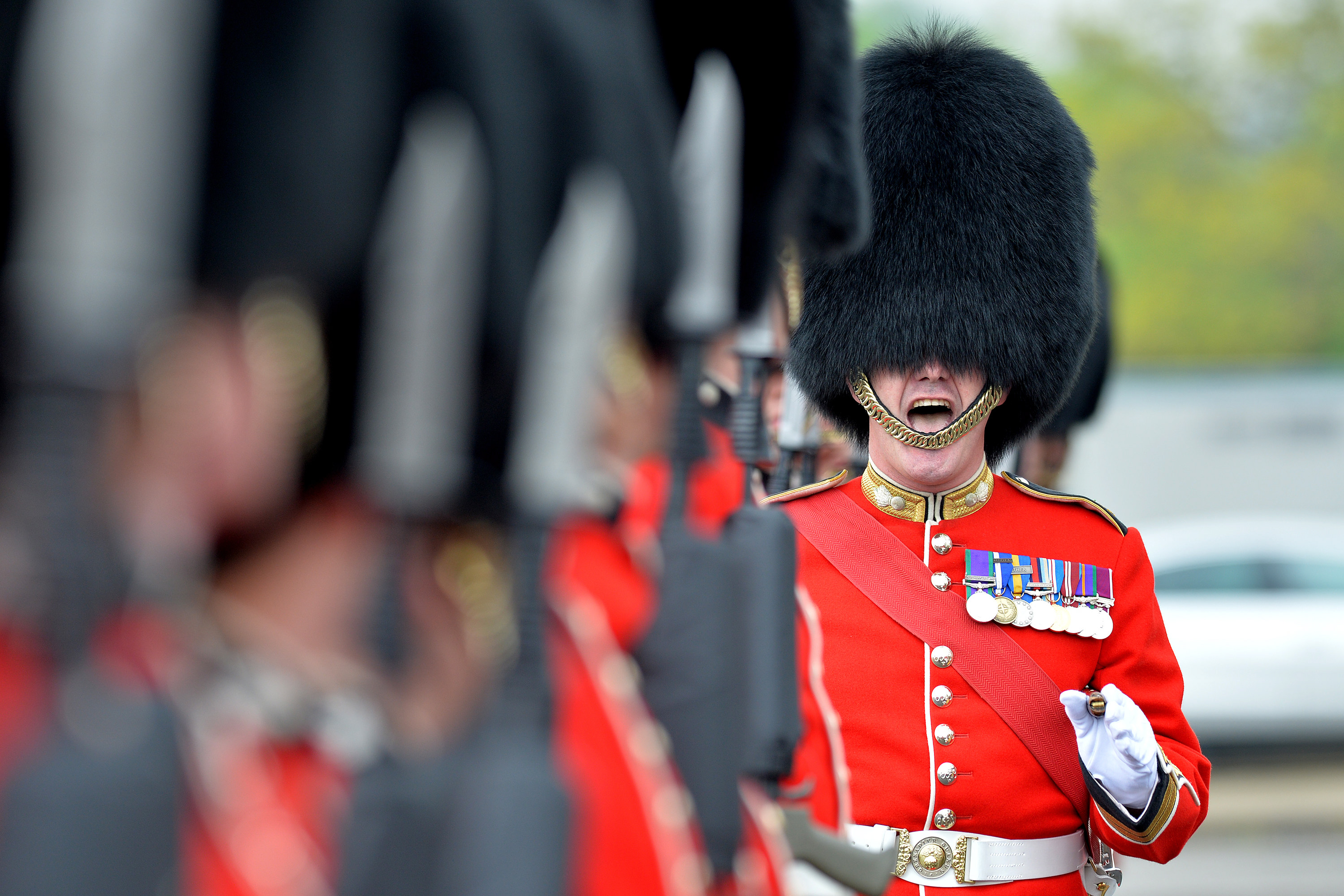
لشکر گارد بریتانیا که همچنان از پوشش رسمی همراه با کلاه خزخرس استفاده می‌کنند.

همچنان که پیشتر اشاره کردیم واحدهای نارنجک‌انداز کلاهی متفاوت با دیگر سربازان پیاده‌نظام داشتند. در بیشتر ارتش‌ها نارنجک‌اندازان از کلاه‌های اسقفی یا خزخرس استفاده می‌نمودند. هر دو این کلاه‌ها در میانه سده ۱۷ میلادی نمایان شدند زیرا هنگامی که سربازان برای پرتاب نارنجک سلاح خود را به دوش آویزان می‌کردند وجود لبه دست و پاگیر بود.
کلاه‌های پارچه‌ای که نارنجک‌اندازان اروپایی در سده ۱۷ میلادی می‌پوشیدند با خز تزئین می‌شد. این پوشش اما از میانه سده ۱۸ میلادی از مد افتاد و به جای آن پوشیدن کلاه‌های بلند خزدار رایج شد که از نظر ظاهری هم به بلندتر دیده شدن این سربازان کمک می‌نمود.

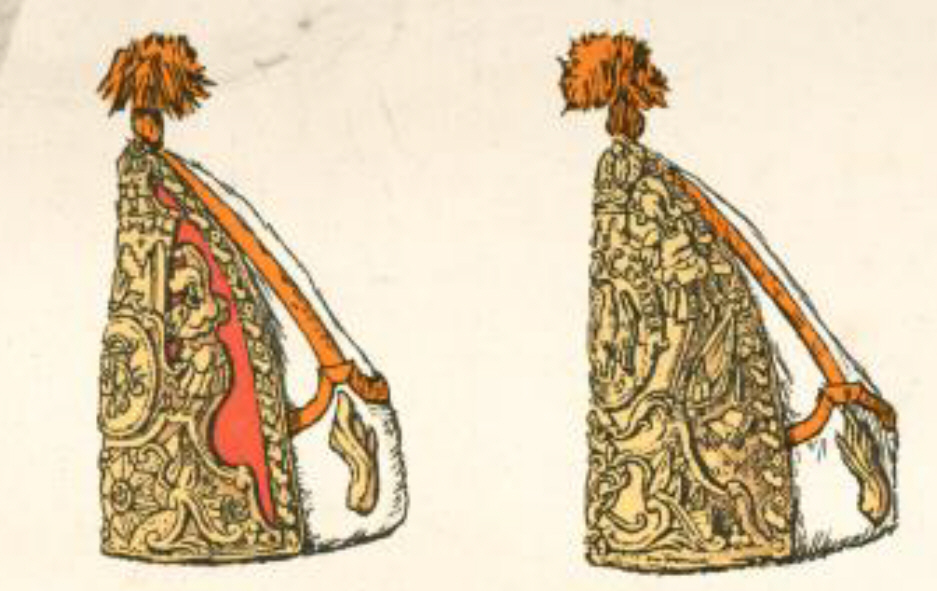
کلاه اسقفی پروسی در سده ۱۸ میلادی(Grenadiermütze).

از سده ۱۸ میلادی کلاه اسقفی پارچه‌ای یا فلزی در میان واحدهای نارنجک‌انداز سرتاسر اروپا رایج شد اما به آرامی کلاه‌های خزخرس جای آن را گرفت به طوری که در سال ۱۹۱۴ میلادی تنها گارد نخست پیاده امپراتوری آلمان، گارد نخست نارنجک‌اندازان امپراتور الکساندر و هنگ گارد پاولوفسکی از کلاه‌های اسقفی استفاده می‌نمودند.
به صورت کلی کشورهای شمال اروپا مانند بریتانیا، روسیه، سوئد و بسیاری از کشورهای آلمانی استفاده از کلاه اسقفی را ترجیح می‌دادند و کشورهای جنوب اروپا مانند فرانسه، اسپانیا، اتریش، پرتغال و دولت‌های ایتالیایی استفاده از خزخرس را که بریتانیا نیز از سال ۱۷۶۸ میلادی به آن روی آورد.
شکل و ظاهر کلاه خزدار بسته به دوره زمانی و هر کشور تفاوت داشت. در فرانسه کلاه‌های خزخرس کوتاه استفاده می‌شد اما در اسپانیا کلاه‌های بلند را ترجیح می‌دادند. بریتانیا ابتدا از کلاه‌های اسقفی استفاده می‌نمود و در روسیه از کلاهخودهای چرمی استفاده می‌شد. نارنجک‌اندازان اولیه از کلاه‌های نسبتاً کوتاه بهره می‌بردند، فرانسوی‌ها تا میانه سده ۱۸ به جای کلاه خزخرس یا اسقفی از کلاه سه‌گوش استفاده می‌کردند. اندازه و تزئینات کلاه نارنجک‌اندازان در گذر سال‌ها با افزودن وسایل گوناگونی افزاش یافت.
در جریان جنگ‌های ناپلئونی بیشتر ارتش‌های کلاه‌های پیشین خود را به نفع شکو کنار گذاشتند اما دو استثنا مهم که هنوز از کلاه‌های قدیمی استفاده می‌کردند نارنجک‌اندازان و هنگ گارد سلطنتیارتش بزرگ فرانسه بودند. هنگ پاولوفسک روسیه نیز پس از عملکرد بسیار خوبشان در نبرد فریدلند در سال ۱۸۰۷ میلادی اجازه یافتند تا کلاه‌های اسقفی خود را نگه دارند.
در این دوران نارنجک‌اندازان بریتانیایی کلاه‌های خزخرس خویش را تنها به عنوان لباس تشریفاتی در درون کشور استفاده می‌نمودند زیرا که خز در طول کارزارهای نبرد به سرعت از بین می‌رفت. گارد نسخت پیاده بریتانیا به دلیل نقش مهم‌اش در شکست گارد سلطنتی فرانسه در نبرد واترلو به گارد نارنجک‌اندازان تغییر نام داد و تمام گروهان‌های آن شروع به استفاده از خزخرس نمودند.

## گروهان‌های نارنجک‌انداز

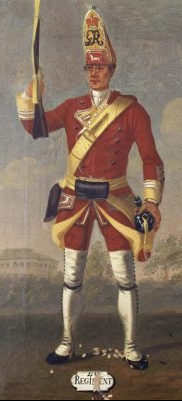
تصویری از یک نارنجک‌انداز هنگ ۴۰ پیاده اثر دیوید موریر در سال ۱۷۵۱ میلادی.

از سده ۱۷ تا میانه سده ۱۹ میلادی هنگ‌های پیاده در ارتش بریتانیا و بعضی از دیگر ارتش‌های اروپایی از ده گروهان تشکیل می‌شدند. از این تعداد به ۸ تا گروهان «قلب» و به دو تای دیگر «گروهان جناحی» گفته می‌شد که از این دو تا یکی را نارنجک‌انداز و دیگری را گروهان پیاده‌نظام سبک تشکیل می‌دادند. در ایالات متحده آمریکا کنگره در ۸ مه ۱۷۹۲ میلادی قانونی را گذراند که براساس آن در هر گردان حتماً باید یک گردان تفنگچی، پیاده‌نظام سبک یا نارنجک‌انداز وجود می‌داشت.
آن زمان در ارتش اتریش نیز در هر هنگ علاوه بر تفنگچی‌ها دو گردان نارنجک‌انداز نیز وجود داشتند. در مواقع نیاز این گردان‌ها از هنگ‌های خود جدا شده و از ترکیب آن‌ها هنگ‌های نارنجک‌انداز تشکیل می‌شد.
در ارتش روسیه تزاری اما شیوه کار به نوع دیگری بود. در این کشور هنگ‌های نارنجک‌انداز به صورتی مستقل وجود داشتند و این سنت تا هنگام انقلاب روسیه در سال ۱۹۱۷ میلادی ادامه یافت. گروهان ویژه‌ای از نارنجک‌اندازان نیز از ۱۷۲۷ تا ۱۹۱۷ میلادی وجود داشتند که وظیفه ایشان پاسداری از کاخ زمستانی بود. سربازان این واحد از میان کهنه‌سربازان انتخاب می‌شدند و نقش تشریفاتی نیز داشتند.
با بهبود آموزش سربازان پیاده نیاز به وجود واحدهای نارنجک‌انداز در درون هر هنگ از میان رفت و در فاصله سال‌های ۱۸۵۰ تا ۱۸۶۲ میلادی بریتانیا، فرانسه و اتریش واحدهای نارنجک‌انداز در درون هنگ‌ها را منحل نمودند.

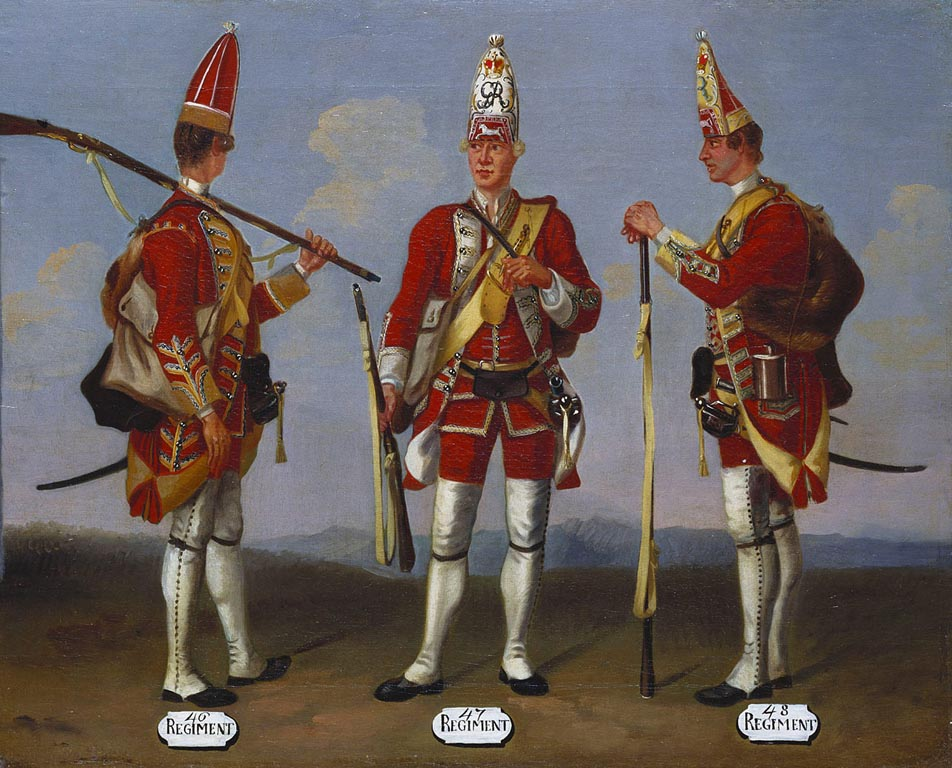
تصویری از نارنجک‌اندازان هنگ‌های مختلف اثر دیوید موریر
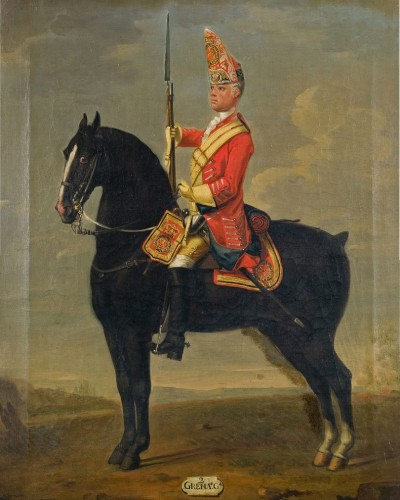
یک نارنجک‌انداز سواره اثر دیوید موریر

## هنگ‌های نارنجک‌انداز

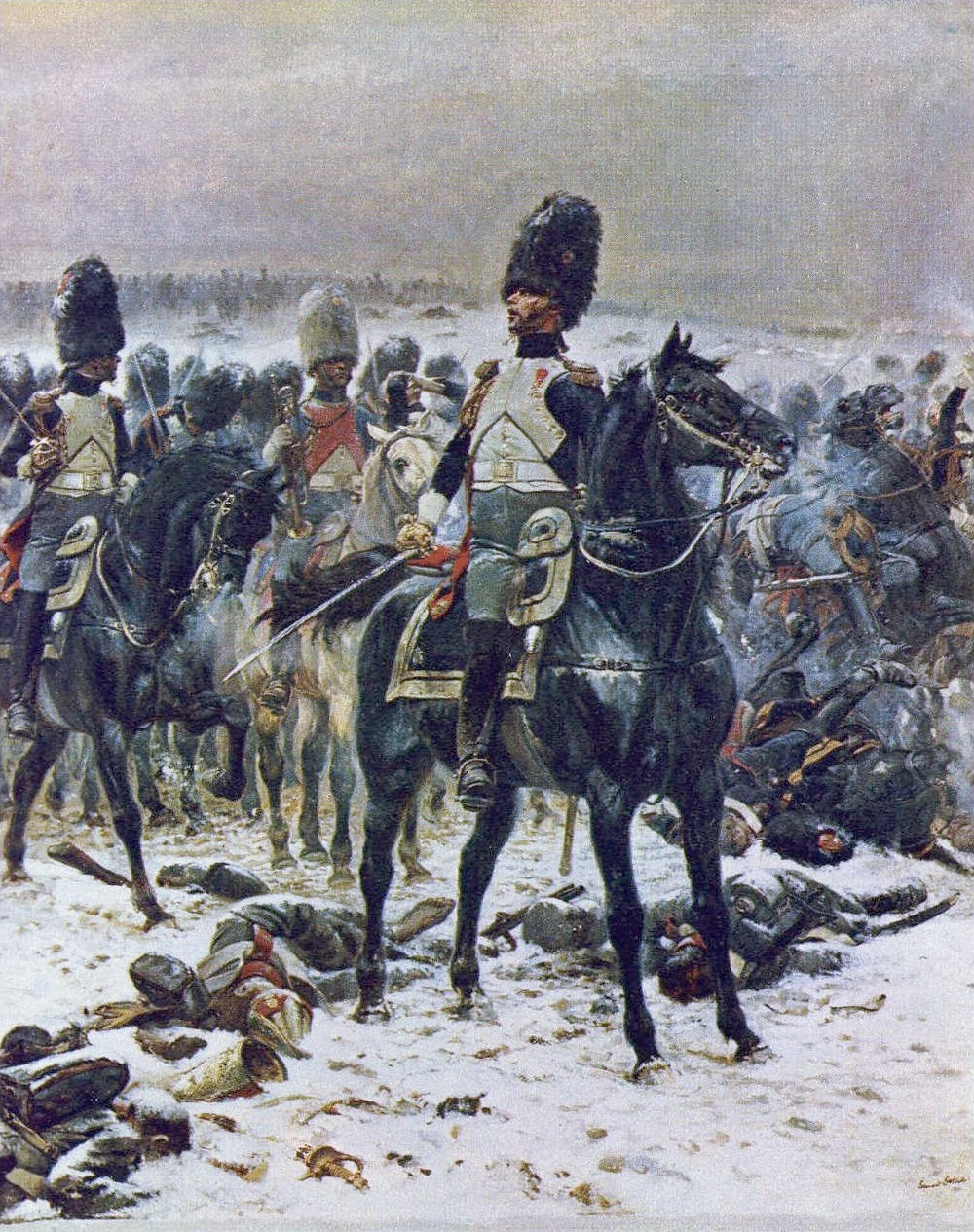
نارنجک‌اندازان سواره گارد امپراتوری که یک هنگ سواره‌نظام سنگین در گارد امپراتوری بودند در نبرد ایلو اثر ادوارد دوتای

نظر به اینکه واژه نارنجک‌انداز دارای ارزش بسیاری بود واحدهای گوناگونی در ارتش‌های مختلف این لقب را برگزیدند. از جمله این واحدها می‌توان از نارنجک‌اندازان پوتسدام در پروس؛ نارنجک‌اندازان ساردنی در ایتالیا؛ نارنجک‌اندازان پیاده، نارنجک‌اندازان تفنگچی و نارنجک‌اندازان سواره گارد امپراتوری در فرانسه؛ نارنجک‌اندازان گارد امپراتوری روسیه؛ گارد نارنجک‌اندازان و هنگ ۱۰۱ نارنجک‌اندازان در بریتانیا را نام برد.

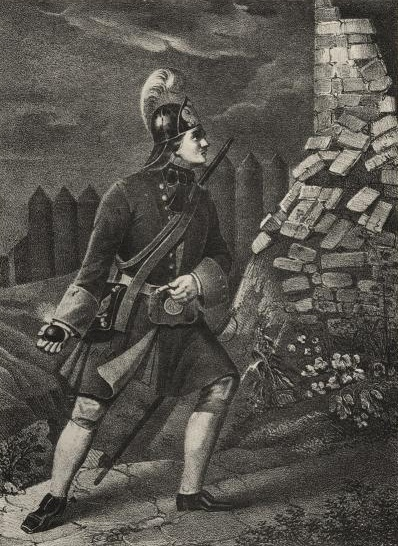
نارنجک‌انداز روسی از هنگ گارد پراوبراژنسکی، سده ۱۸ میلادی.

در جریان انقلاب آمریکا طی سال‌های ۱۷۷۵ تا ۱۷۸۳ گارد فرمانداری و هنگ شبه‌نظامیان ایالت کنتیکت، شهر نیویورک و کارولینای جنوبی دارای گروهان‌های نارنجک‌انداز بود.
در مکزیک آنتونیو لوپز دو سانتا آنا گارد نارنجک‌اندازی را در سال ۱۸۴۱ میلادی ایجاد کرد که تا سال ۱۸۴۷ وجود داشت.
شبه‌نظامیان کانادایی شهر تورنتو نیز ابتدا به نارنجک‌اندازان سلطنتی و سپس به هنگ سلطنتی کانادا تغییر نام دادند.

## جنگ جهانی اول و پس از آن
هنگام آغاز جنگ جهانی اول در سال ۱۹۱۴ میلادی ارتش‌های امپراتوری آلمان و روسیه هنوز دارای تعدادی زیادی واحدهای نارنجک‌انداز بودند. این واحدها به دلیل تاریخچه خود یگان‌های ویژه‌ای محسوب می‌شدند و لباس‌های مخصوصی را می‌پوشیدند اما از نظر آموزش و تجهیزات مدت‌ها بود که دیگر تفاوتی با بقیه واحدهای پیاده‌نظام نداشتند.
امروزه نیز واحدهایی که هنوز نام نارنجک‌انداز را بر خود دارند هیچ تفاوتی با دیگر واحدهای پیاده‌نظام ندارند. به خصوص که اکنون سلاح‌های انفجاری مانند نارنجک یا آرپی‌جی به سلاح معیار تمام واحدهای هر ارتشی بدل شده‌اند و استفاده از لقب نارنجک‌انداز بیشتر برای اشاره به گذشته افتخارآمیز این واحدها است. در جنگ جهانی اول پیشنهاد ایجاد واحدهای تخصصی پرتاب نارنجک با نام نارنجک‌انداز توسط گارد نارنجک‌انداز رد شد زیرا ایشان این نام را منحصراً برای خود می‌دانستند و نام واحدهای جدید به بمب‌افکن تغییر یافت.
ارتش امپراتوری آلمان در جنگ جهانی اول سربازانی به نام پیشگامان هجومی داشت که برای نابودی سنگر دشمن از سلاح‌های انفجاری و پرتابی مانند نارنجک اشتیل‌هنت‌گراناته ۲۴ معروف به سیب‌زمینی‌کوب استفاده می‌نمودند.
در ورماخت واژه نارنجک‌انداز زرهی برای اشاره به پیاده‌نظام سنگین مکانیزه به کار می‌رفت. این واحدها به واسطه تحرک بالایی که داشتند می‌توانستند به خوبی در پیشروی با واحدهای زرهی و موتوری همراه شوند. دلیل انتخاب این نام آن بود که به صورت تاریخی واحدهای نارنجک‌انداز جزو واحدهای خط‌شکن و پیشرو ارتش‌ها محسوب می‌شدند. این نام امروزه همچنان در بوندس‌ور برای اشاره به پیاده‌نظام مکانیزه به کار می‌رود.
هنگامی که نخستین واحدهای چترباز ارتش آمریکا ایجاد شدند نیروی هوایی نیروی زمینی ایالات متحده تمایل داشت تا این واحدها زیر نظر این بخش باشند و عنوان نارنجک‌انداز هوایی را برای آن انتخاب نموده بود.
آخرین واحدی که با نام نارنجک‌انداز ایجاد شد و سلاح اصلی آن نیز نارنجک بود تیپ نارنجک‌اندازان از ارتش ۴ شوروی بود که در سال ۱۹۴۱ میلادی و هنگام هجوم آلمان نازی تشکیل شد. دلیل ایجاد این تیپ کمبود سلاح‌های انفرادی بود و فرماندهی آن را ژنرال تیمویف که خود در جنگ جهانی اول جزوی تیپ‌های نارنجک‌انداز بود به عهده داشت.

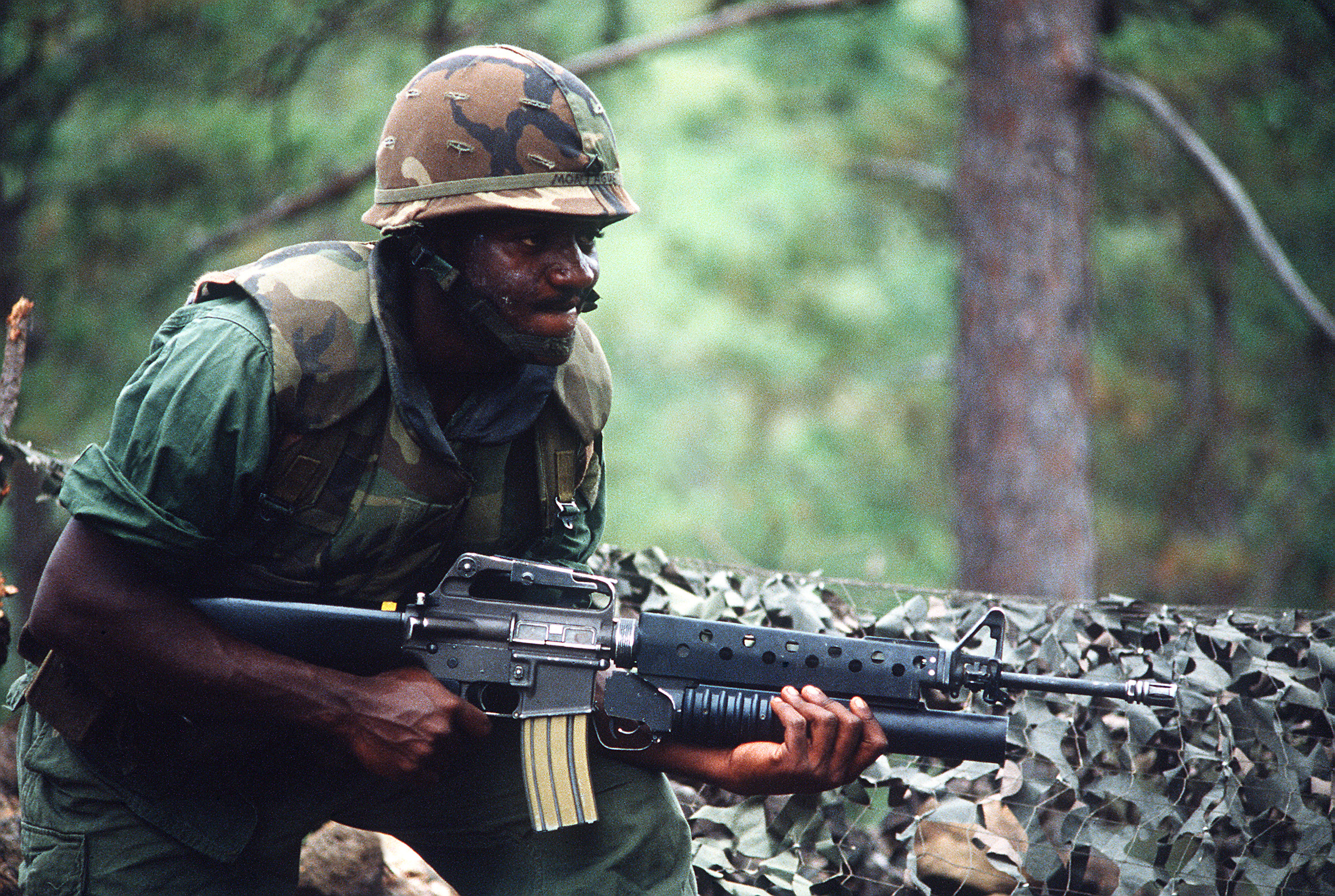
یک نارنجک‌انداز نیروی زمینی ایالات متحده آمریکا مجهز به سلاح ام۱۶ با یک عدد نارنجک‌انداز ام۲۰۳ در زیر آن در سال ۱۹۸۴ میلادی.

در جنگ ویتنام هر جوخه از سربازان آمریکایی حداقل دارای یک نفر بود که نقشی مانند نارنجک‌اندازان را به عهده داشت. این نارنجک‌اندازان نخست مسلح به نارنجک‌انداز ام۷۹ بودند که در اواخر جنگ با نارنجک‌انداز ایکس‌ام۱۴۸ که به ام۱۶ متصل می‌شد جایگزین شد. نارنجک‌اندازها تنها نارنجک‌انداز ام۷۹ و سلاح کمری کلت ام۱۹۱۱ را با خود حمل می‌کردند. هدف از طراحی سلاحی مانند نارنجک‌انداز ام۷۹ پر کردن فاصله میان بیشینه برد نارنجک‌های دستی و کمینه برد خمپاره‌اندازها بود. نوع جدید نارنجک‌اندازها در دسامبر ۱۹۶۶ میلادی با نام نارنجک‌انداز ایکس‌ام۱۴۸ معرفی شد اما این سلاح مشکلات متعددی داشت که موجب شد آن را در مه ۱۹۶۷ میلادی کنار بگذارند و نارنجک‌انداز جدیدی با نام نارنجک‌انداز ام۲۰۳ را معرفی نمایند.

### ایران

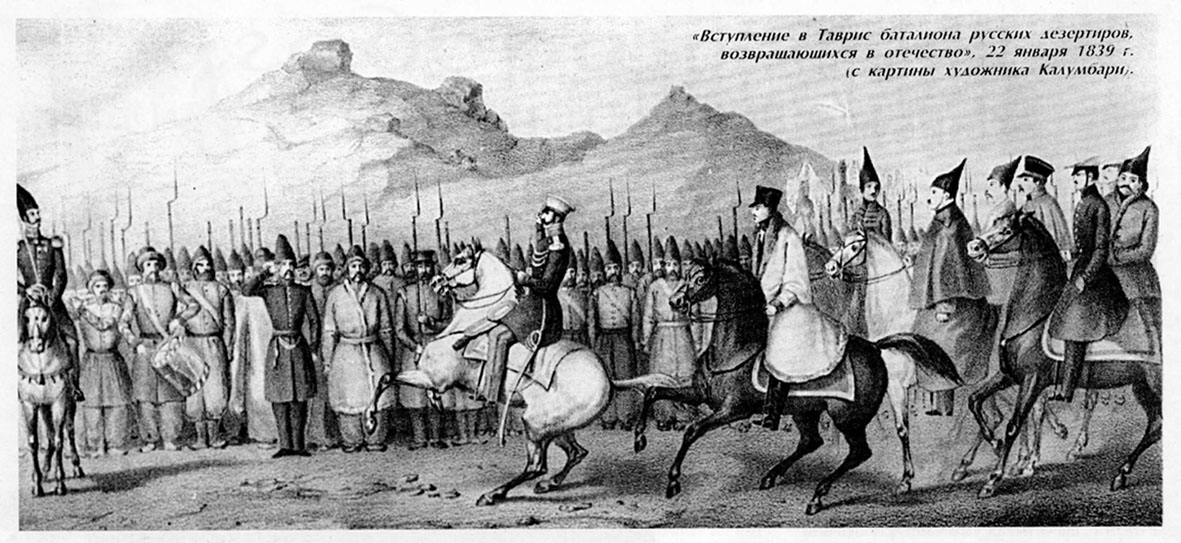
بازگشت گردان بهادران به روسیه، ورودی تبریز، ۲۲ ژانویه ۱۸۳۸ میلادی، نقاشی اثر کلنل اف. کلمباری.

هنگی که در هنگام جنگ‌های ایران و روسیه در دوره قاجار از فراریان روس تشکیل شده بود به علت شجاعت و موفقیت‌های نظامی‌اش به بهادران تبدیل شد که واژه‌ای معادل برای اشاره به هنگ‌های نارنجک‌انداز پرافتخار اروپایی بود.

### آرژانتین
نیروی زمینی آرژانتین همچنان یک واحد افتخاری با نام هنگ نارنجک‌اندازان سواره را در خدمت خود دارد که به عنوان اسکورت تشریفاتی رئیس‌جمهور آرژانتین عمل می‌کنند. این هنگ در سال ۱۹۰۳ میلادی به یاد هنگی با همین نام که در سال‌های ۱۸۱۳ تا ۱۸۲۶ میلادی زیر فرماندهی قهرمان ملی آرژانتین خوزه د سن مارتین وجود داشت دوباره ایجاد شد.
برخلاف بسیاری از واحدهایی که همچنان نام نارنجک‌انداز دارند این واحد از اسب استفاده می‌کند و یگانی سواره است. همچنین سربازان آن همچنان نیزه و شمشیر حمل می‌کنند.

### بلژیک
در نیروی زمینی بلژیک هنوز دو هنگ نارنجک‌انداز وجود دارند که پادگان آن‌ها در شهر بروکسل است. این هنگ‌ها در سال ۱۸۳۷ میلادی و هنگام استقلال پادشاهی بلژیک به وجود آمدند و در دو جنگ جهانی به خوبی خدمت نمودند. این هنگ‌ها در زمان صلح نقش تشریفاتی مانند دیگر واحدهای نگهبانان سلطنتی در بقیه ارتش‌های جهان داشتند. از سال ۱۹۶۰ میلادی لباس آبی و قرمزی که این واحد پیش از جنگ جهانی اول می‌پوشیدند دوباره مورد استفاده قرار گرفت اما اکنون کلاه‌های خزخرس آن‌ها از مواد مصنوعی ساخته می‌شود.

### کانادا
گارد نارنجک‌انداز کانادایی یکی از کهن‌ترین واحدهای نیروی زمینی کانادا است. این واحد در حال حاضر علاوه بر حضور در ارتش کانادا به عنوان گارد تشریفات کانادا در یادبود جنگ ملی، ریدائو هال یا دیگر مکان‌ها و مراسم‌های مهم عمل می‌کند.
نارنجک‌اندازان سلطنتی تورنتو که بعدها به هنگ سلطنتی کانادا تغییر نام یافت نیز یکی دیگر از یگان‌های نارنجک‌انداز در ارتش کانادا است.
نارنجک‌اندازان وینی‌پگ نیز یکی از دو هنگ کانادایی بود که به عنوان بخشی از نیروی سی در نبرد هنگ کنگ حضور داشت.

### شیلی
در شیلی نیزی هنگی به نام نارنجک‌اندازان سواره گارد ریاست جمهوری وجود دارد که به عنوان بخشی از نیروی زمینی شیلی از سال ۱۸۲۷ میلادی فعالیت می‌کند. این هنگ در تمام جنگ‌های تاریخ شیلی حضور داشته و از سال ۱۸۴۰ تا ۱۹۰۷ هنگ محافظ رئیس‌جمهور شیلی بود.
این هنگ تا سال ۲۰۱۱ مانند دیگر واحدهای ارتش شیلی از یونیفرم با رنگ خاکستری میدانی استفاده می‌نمود اما از آن پس لباس آبی روشن سواره‌نظام با کلاه پیکلهاب مورد استفاده قرار گرفت.

### اکوادور
«نارنجک‌اندازان ترکی» نیز نام واحد محافظ رئیس‌جمهور اکوادور است که در کاخ کاروندیلیت کیتو حضور دارند. این واحد هنوز از یونیفرم‌هایی بهره می‌برد که در نبرد ترکی در سال ۱۸۲۹ میلادی پوشیده شده بود.

### فرانسه
در فرانسه از سال ۱۸۷۰ میلادی دیگر واحدی با عنوان نارنجک‌انداز وجود ندارد اما نشان آن هنوز هم در لژیون خارجی فرانسه یا ژاندارمری فرانسه استفاده می‌شود.

### آلمان

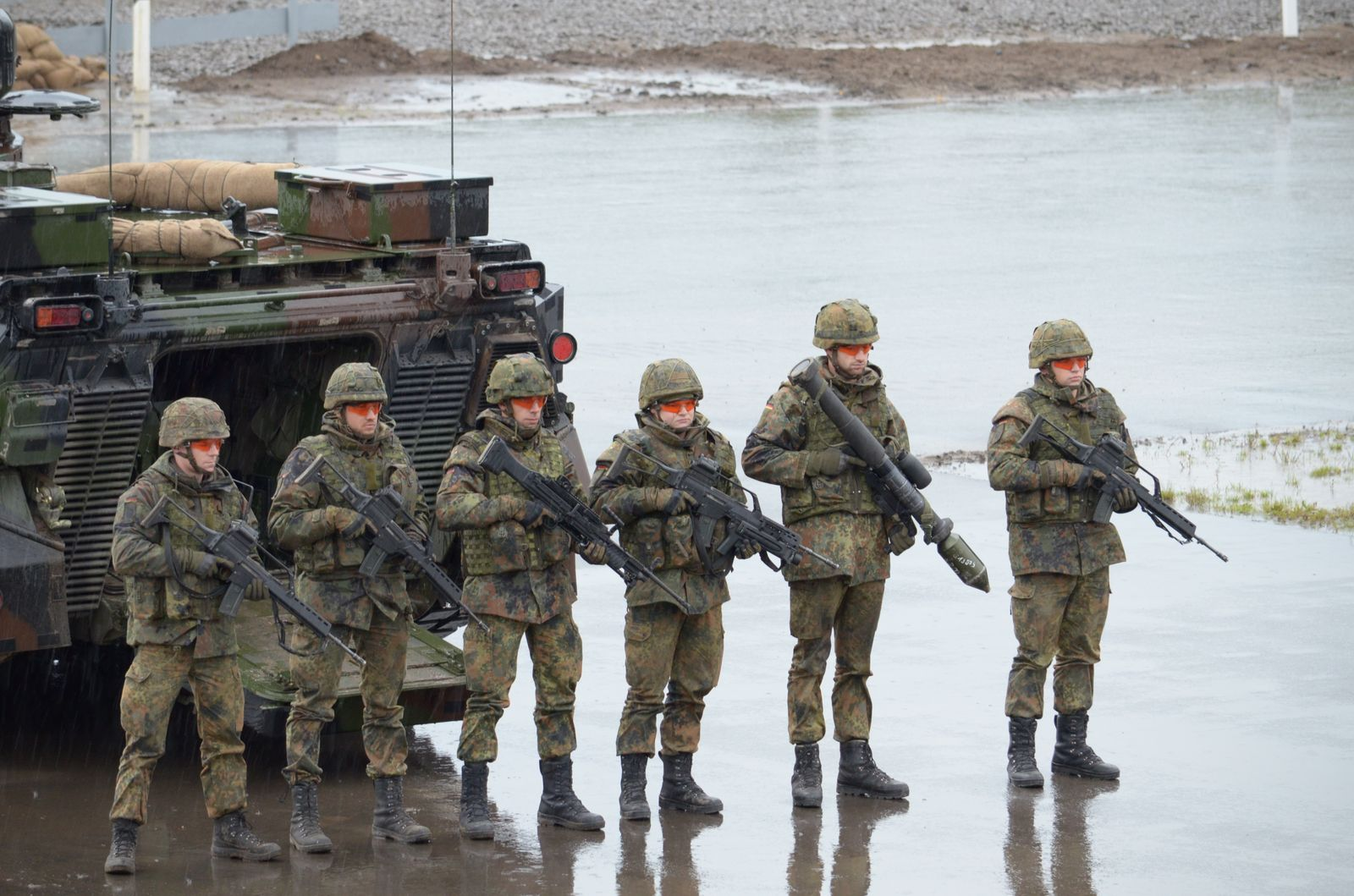
یک جوخه نارنجک‌انداز زرهی در نیروی زمینی آلمان.

نارنجک‌انداز در آلمان هم پایین‌ترین درجه در گارد نگهبان است و هم در نیروی زمینی آلمان درجه‌ای با نام نارنجک‌انداز زرهی در واحدهای پیاده‌نظام مکانیزه وجود دارد.

### هند
کهن‌ترین واحد نارنجک‌انداز در اتحادیه کشورهای مشترک‌المنافع برای نیروی زمینی هند است که واحد نارنجک‌اندازان معروف است.

### ایتالیا
اکنون در نیروی زمینی ایتالیا یک واحد با نام تیپ مکانیزه نارنجک‌اندازان ساردنیایی وجود دارد. این یگان نخستین بار در سال ۱۶۵۹ میلادی تشکیل شد و از آن پس در ارتش‌های پیدمونت و ایتالیا همواره وجود داشت. سربازان این واحد در مراسم‌های تشریفاتی از یونیفرم‌های قرن ۱۹ خود که رنگی آبی دارد و کلاه‌های خزدار استفاده می‌کنند.

### مکزیک
در مکزیک نارنجک‌اندازان یک واحد مخصوص زرهی در پلیس این کشور است.

### هلند
در ارتش پادشاهی هلند نیز هنگ تشریفاتی از نارنجک‌اندازان از سده ۱۹ میلادی وجود دارد.

### نروژ
در نیروی زمینی نروژ و نیروی هوایی پادشاهی نروژ واژه نارنجک‌انداز اشاره به درجه‌ای دارد. این درجه پایین‌تر از گروهبان است و برای تمایز میان سربازان حرفه‌ای و خدمت وظیفه عمومی به کار می‌رود.

### اسپانیا
در اسپانیا یک گروهان از هنگ پیاده‌نظام یادبود دل‌ری اجازه دارد در مراسم‌های تشریفاتی یونیفرم‌های نارنجک‌اندازان دوران کارلوس سوم را بپوشد.

### سوئد
گارد تشریفاتی ارتش سوئد هم هنگ نارنجک‌انداز نام دارد. این سربازان در مراسم‌های تشریفاتی حضور دارند و کلاه‌های خزخرس می‌پوشند.

### سوئیس
در نیروهای مسلح سوئیس از بهترین واحدهای پیاده‌نظام مکانیزه هستند. این واحدها آموزش‌های سختی در ایسونه که منطقه‌ای دورافتاده و کوهستانی در جنوب سوئیس هست را دریافت می‌کنند.

### بریتانیا
گارد نارنجک‌اندازان مهم‌ترین یگان در میان پنج هنگ گارد پیاده است.

### ایالات متحده
در نیروی زمینی ایالات متحده آمریکا هر جوخه متشکل از دو تیم آتش شامل چهار سرباز است. نارنجک‌اندازان در هر تیم آتش از سلاح‌های مجهز به نارنجک‌انداز ام۲۰۳ یا نارنجک‌انداز ام۳۲۰ بهره می‌برند.
در سپاه تفنگداران دریایی ایالات متحده آمریکا هر جوخه از سه تیم آتش چهارنفره تشکیل شده‌است که فرمانده هر تیم از سلاح‌های مجهز به نارنجک‌انداز بهره می‌برد.

### یوگسلاوی
در میان پارتیزان‌های یوگسلاوی جنگ جهانی دوم بمباشی نامی بود که به داوطلبان نارنجک‌انداز داده می‌شد.